# ایستگاه راه‌آهن اصلی بلگراد
ایستگاه راه‌آهن اصلی بلگراد (صربی: Železnička stanica Beograd Glavna) ایستگاه قطار سابق بلگراد، صربستان است. این ایستگاه از ۱۸۸۲ تا ۱۸۸۵ بر اساس طرح‌های معمار دراگوتین میلوتینوویچ ساخته شد و در جایگاه یک بنای تاریخی- فرهنگی از اهمیت بالایی برخوردار است. تا زمان افتتاح ایستگاه جدید مرکز بلگراد در سال ۲۰۱۶، این ایستگاه اصلی شهر و شلوغ‌ترین آن در کشور بود که به وین، بوداپست، لیوبلیانا و صوفیه متصل می‌شد. به منظور آزاد کردن فضا برای پروژه دریاکنار بلگراد، ایستگاه در ۱ ژوئیه ۲۰۱۸ بسته و به موزه تبدیل شد.

## نگارخانه

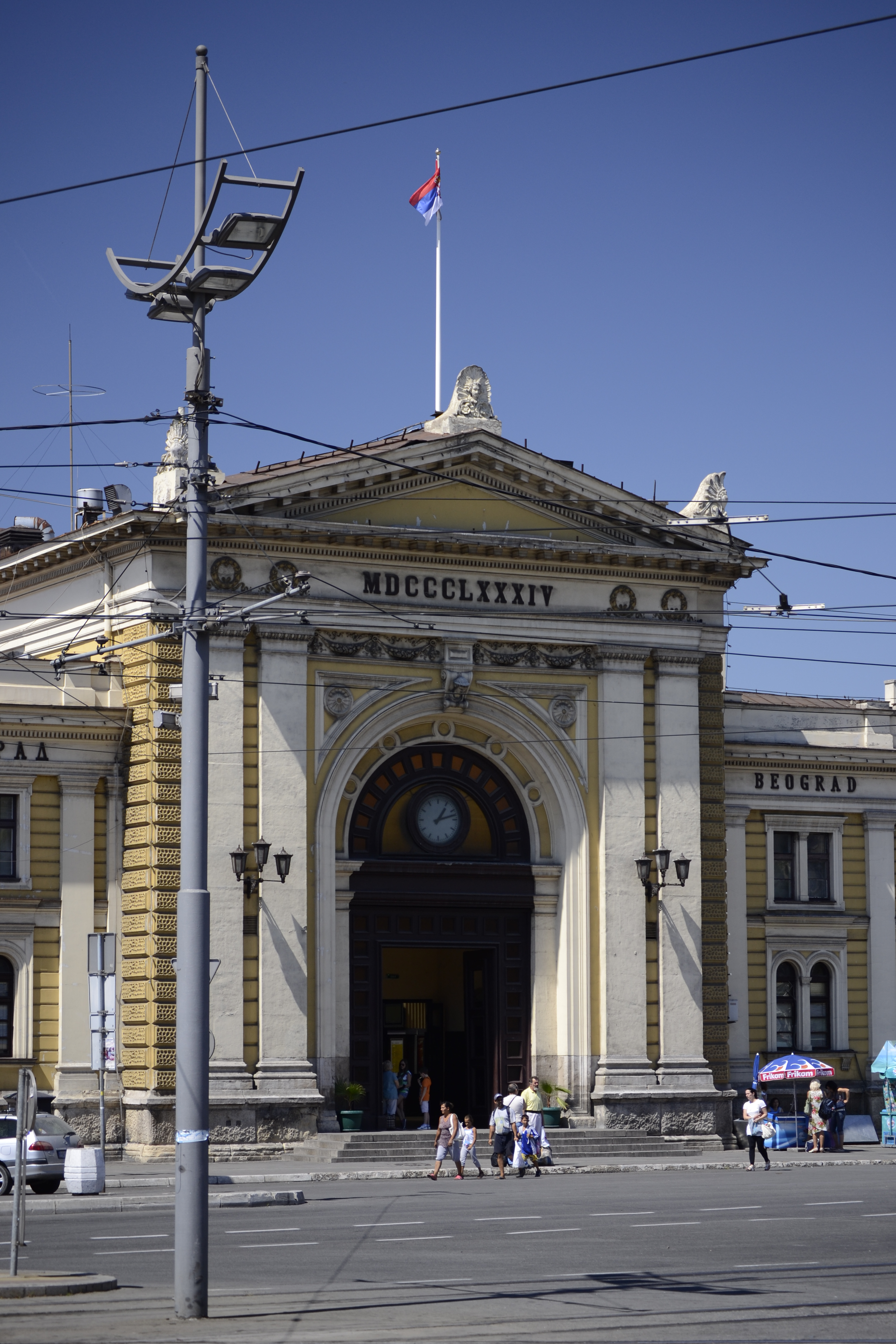
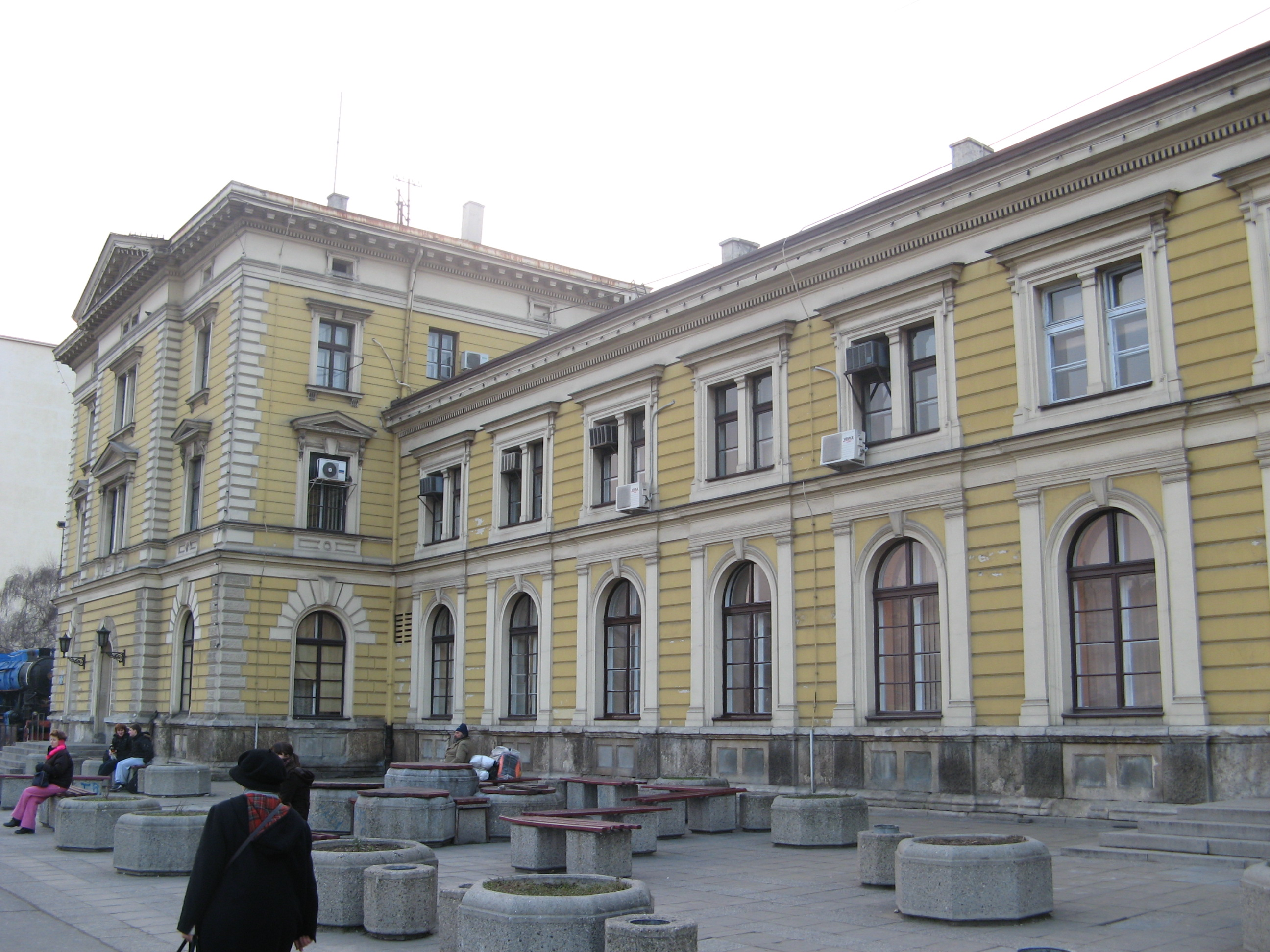
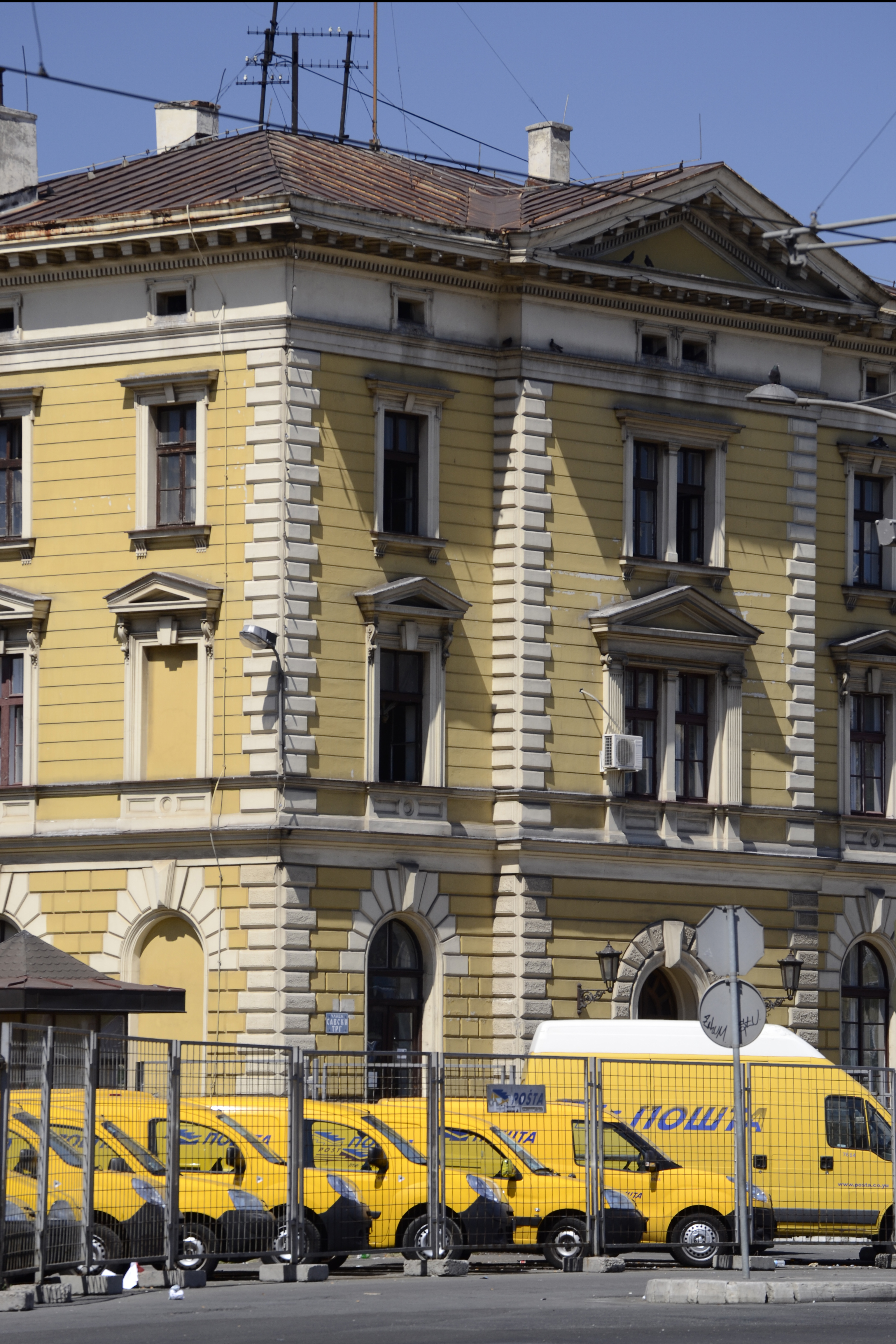
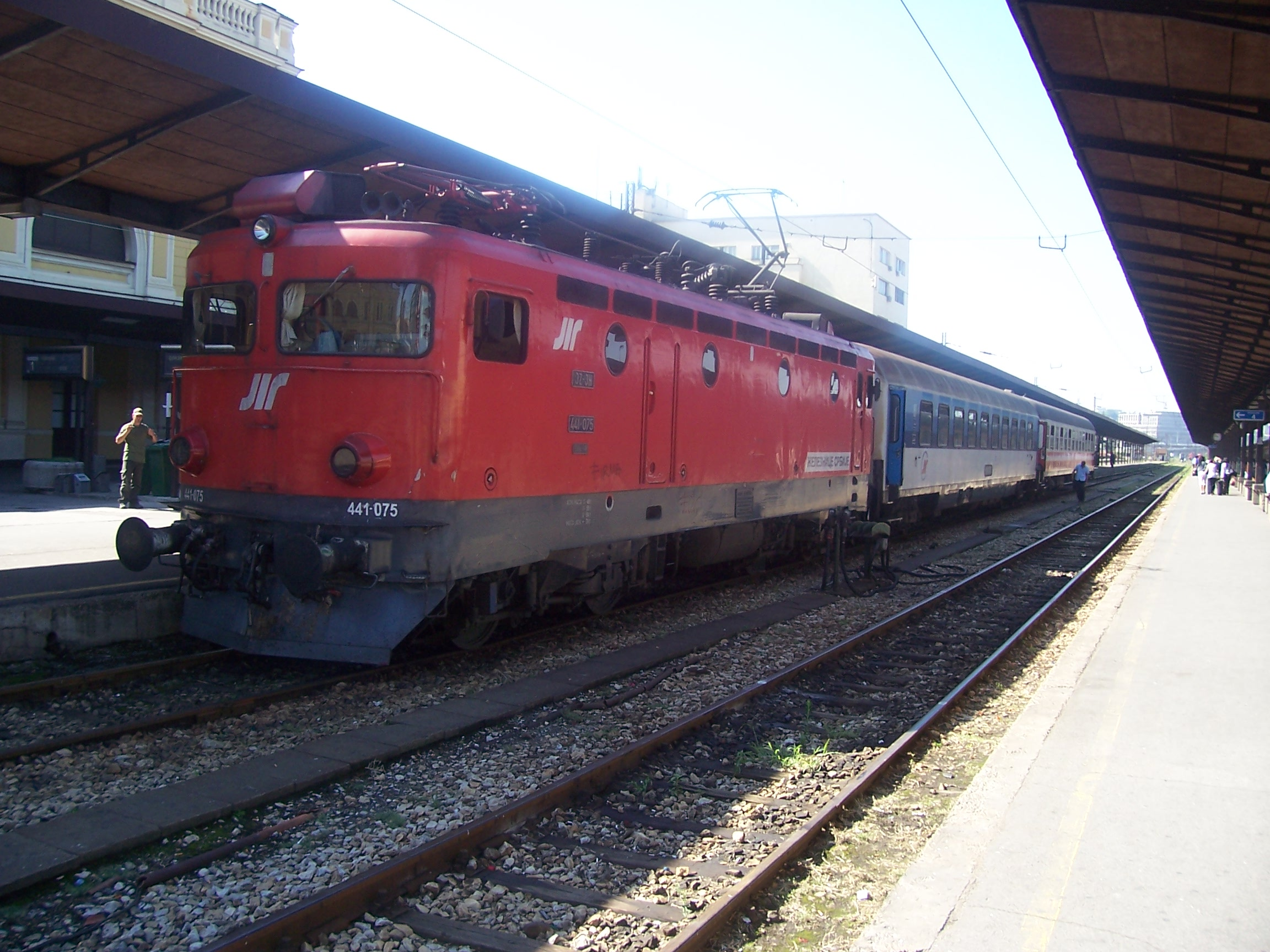